# Sanzu no Kawa no Ubaguruma
Kozure ōkami Sanzu no kawa no uba-guruma (Sói mang con: xe nôi qua sông Tam Đồ) là phần thứ hai trong loạt sáu phim Kozure Ōkami (sói mang con) do nam tài tử Wakayama Tomi-saburō thủ diễn. Bộ phim do Katsu Production chế tác. Đây là xưởng phim của Katsu Shintarō, em trai ruột của Wakayama Tomi-saburō. Phần này được chế tác sau khi phần đầu "cho thuê con, nhận giết mướn" trở thành hit ở Nhật Bản.

## Nội dung
Kiếm khách Ogami Ittō và đứa con trai 3 tuổi Ogami Daigorō đã quyết sống trong Minh phủ ma đạo, đi trên thích khách đạo, nhận 500 lượng vàng cho mỗi một mạng người. Dọc đường, Ogami Ittō nhận được ủy thác của phiên Awa, khử một thợ nhuộm trong phiên để giữ bí mật cho công thức nhuộm, tránh lọt vào tay Mạc phủ. Tuy nhiên nhân vật này đã được 3 huynh đệ Bentenrai là ngự hộ vệ của Mạc phủ hộ tống về Edo.
Cùng lúc đó, Yagyū Retsudō tuy giữ lời hứa không truy sát cha con Ogami ở Edo, nhưng lại ngấm ngầm cho nhóm mật thám Kurokuwa và con gái là Yagyū Sayaka ở Akashi ra tay ám toán Ogami. Như vậy, cha con Ogami Ittō phải đương đầu với ba thế lực nguy hiểm...

## Thực hiện
- Chế tác: Katsu Shintarō, Matsubara Hisaharu
- Nguyên tác: Koike Kazuo, Kojima Gōseki
- Kịch bản: Koike Kazuo
- Đạo diễn: Misumi Kenji
- Biên tập: Taniguchi Toshio
- Quay phim: Makiura Chishi
- Âm nhạc: Sakurai Hide Akira
- Mỹ thuật: Naitō Akira
- Thu âm: Hayashi Tsuchi Tarō

## Vai diễn
- Ogami Ittō: Wakayama Tomi-saburō
- Ogami Daigorō: Tomikawa Akihiro
- Yagyū Sayaka: Matsuo Kayo
- Kurokuwa Ozuno: Kobayashi Akiji
- Hidari Bemma: Ōki Minoru
- Hidari Temma: Nitta Shōgen
- Hidari Raima: Kishida Shin
- Sanji: Ebata Takashi
- Hirano Ichirōbei: Matsumoto Kappei
- Kurokuwa Jūnai: Hirasawa Akira

## Mục liên quan
- Kozure Ōkami
- Kozure Ōkami (bản Wakayama Tomisaburō)